# Астидамея (дъщеря на Пелопс)
Вижте пояснителната страница за други значения на Астидамея.
Астидамея (на старогръцки: Ἀστυδάμεια, Astydameia) в древногръцката митология е дъщеря на Пелопс и Хиподамея.
Тя е съпруга на Алкей (цар на Тиринт). Майка е на Амфитрион (бащата на Херакъл), Перимеда (съпруга на Ликимний), Анаксо (съпруга на Електрион).
По друга версия тя е омъжена за Стенел, бащата на Евристей.